# Бутиха
Бу́тиха — село в Тунгокоченском районе Забайкальского края России. Входит в сельское поселение «Нижнестанское».

## География
Расположено в 10 км к северо-востоку от центра сельского поселения, села Нижний Стан. В 15 км севернее села в пади реки Оля находится археологический памятник Бутиха (жертвенник, петроглифы).

## История
До 1983 года в Шилкинском районе.

## Население
| 1989 | 2002 | 2010 | 2021 |
| ---- | ---- | ---- | ---- |
| 142  | ↘112 | ↘90  | ↘73  |

## Инфраструктура
Начальная школа, фельдшерско-акушерский пункт.

## Бутихинская писаница
Писаница в районе села Бутиха находится в пади Оля, отпадке Попова на останце высотой 8-10 м. Наконечники стрел, обнаруженные у Бутихинской писаницы, сходны с наконечниками, найденными на памятнике Утени близ посёлка Ерофей Павлович (Амурская область) и у Быркинской писаницы (Оловяннинский район).